# Abbaino

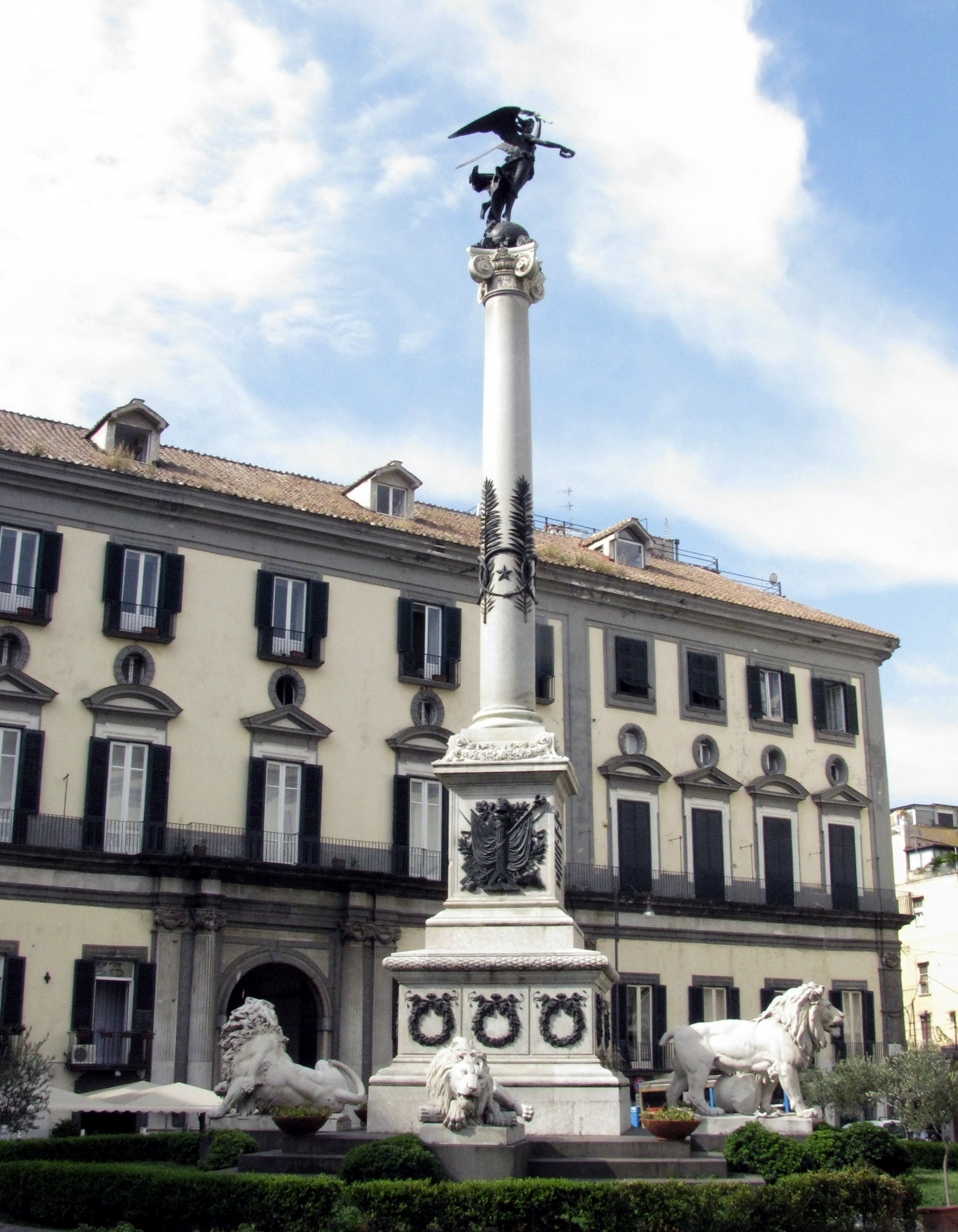
Piazza dei martiri a Napoli

L'abbaino (sostantivo maschile, dal genovese abaén, "abatino" e "abbadino") è una struttura architettonica costituita da una finestra, posta in verticale, aperta sui tetti normali a falde inclinate per illuminare ed arieggiare le soffitte, nonché per permettere l'accesso sul tetto stesso. Essa si compone di piccole falde che raccordano la finestra con la falda del tetto principale.

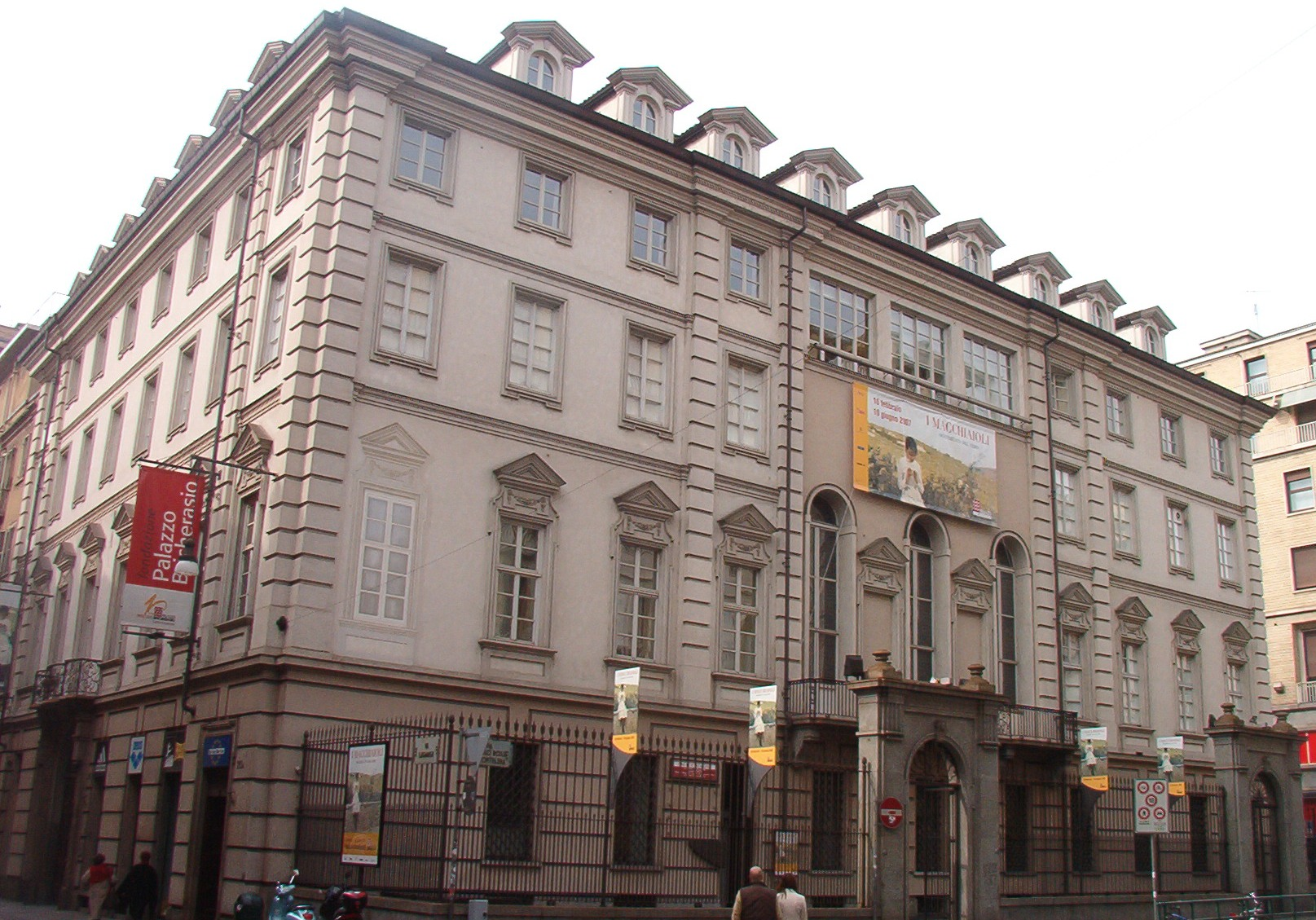
Palazzo Bricherasio a Torino

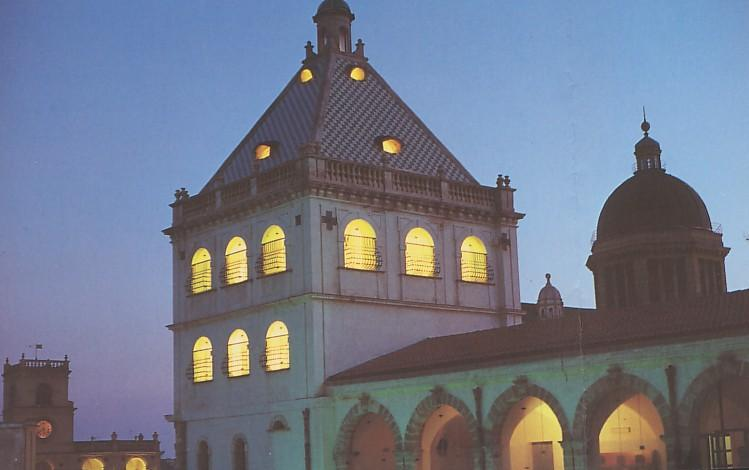
Il complesso monumentale San Pietro, a Marsala

## Descrizione
Parola derivata dal genovese abbaèn (lastra di ardesia), che sembra significasse abatino, cioè giovane abate. Le lastre di ardesia che coprivano gli abbaini erano dello stesso colore grigio della tonaca dei giovani abati.
Elemento che comparve nell'architettura medioevale nel nord Europa, l'abbaino diventa parte della facciata dell'edificio e ne costituisce il coronamento, allorché sorge a filo di essa nella parte inferiore della falda del tetto.
Molto usato dai costruttori gotici, venne ripreso in nuove forme dagli architetti francesi. Nel XVII secolo F. Mansart e suo nipote, J. H.-Mansart, lo svilupparono in mansarda, che da loro prese il nome.
In Italia, gli abbaini costituiscono parte integrante del panorama architettonico urbano nella città di Torino in quanto presenti sulla quasi totalità dei palazzi del centro storico e posti tutti alla stessa altezza per effetto di leggi di epoca sabauda, creando un effetto di ordine e continuità tra i palazzi nobiliari, costruiti secondo il tipico gusto filofrancese.
L'abbaino è particolarmente diffuso nelle regioni meridionali, storicamente legate all'Europa occidentale fin dal Medioevo per motivi dinastici. In Campania costituisce un elemento tipico dell'architettura della regione (in particolare nel casertano) da sempre molto legata alla Francia e in particolare nel periodo borbonico come a San Leucio, nella Reggia di Caserta, ecc.
La proprietà dell'abbaino segue il medesimo regime del sottotetto. Se quest'ultimo è una parte comune dell'edificio condominiale, anche l'abbaino sarà da considerarsi tale; se, invece, il sottotetto serve un locale di proprietà esclusiva, il proprietario di detto locale sarà anche proprietario dell'abbaino. 
Il proprietario di un locale sottotetto, secondo la giurisprudenza, può aprire un abbaino al fine di dare luce ed aria al locale stesso, ai sensi dell'art. 1102 c.c., pertanto l'opera deve essere costruita a regola d'arte e non deve pregiudicare la funzione di copertura del tetto, in quanto diversamente si andrebbero a ledere i diritti degli altri condòmini.

## Periodo Gotico, secoli XIII-XV
L'abbaino venne ripreso nelle cattedrali gotiche, dove la pendenza del tetto era assai accentuata causa lo slancio verticale, e in seguito su edifici e castelli. A partire dal XIV secolo, l'abbaino fu definitivamente legato al tetto per motivi sia estetici che funzionali nelle grandi sale signorili. A partire dalla diffusione del gotico internazionale maturo, l'abbaino si diffuse in tutta Europa, compresa l'Italia, e se ne fece un discreto uso soprattutto tra la metà del XIV secolo e la metà del XV secolo. A prova di questo ci sono le numerose raffigurazioni nell'arte anche rinascimentale del periodo.

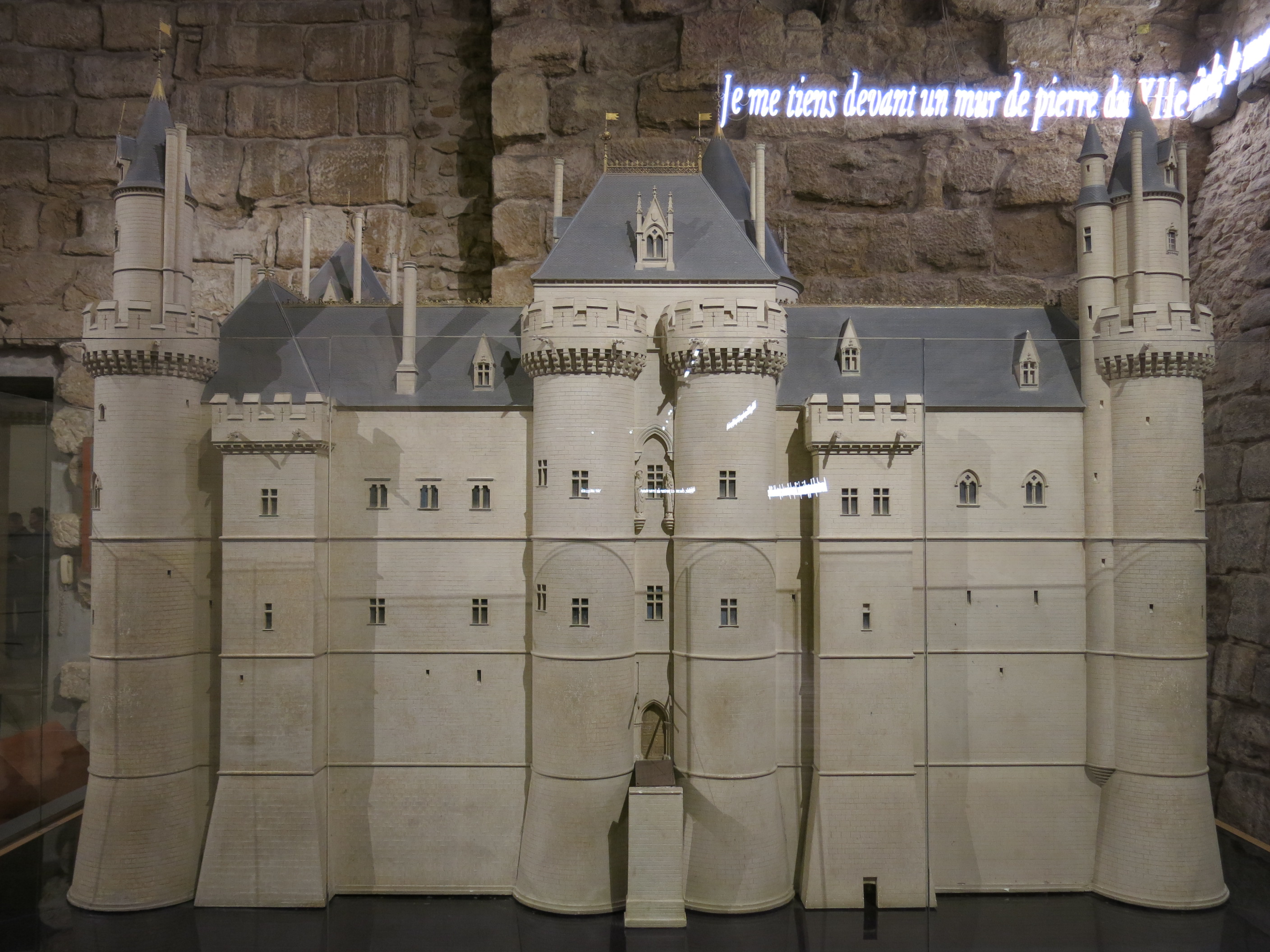
Modellino che mostra il Castello del Louvre dopo i lavori di ampliamento del re Carlo V di Valois nel 1350. Si notino gli abbaini sui tetti
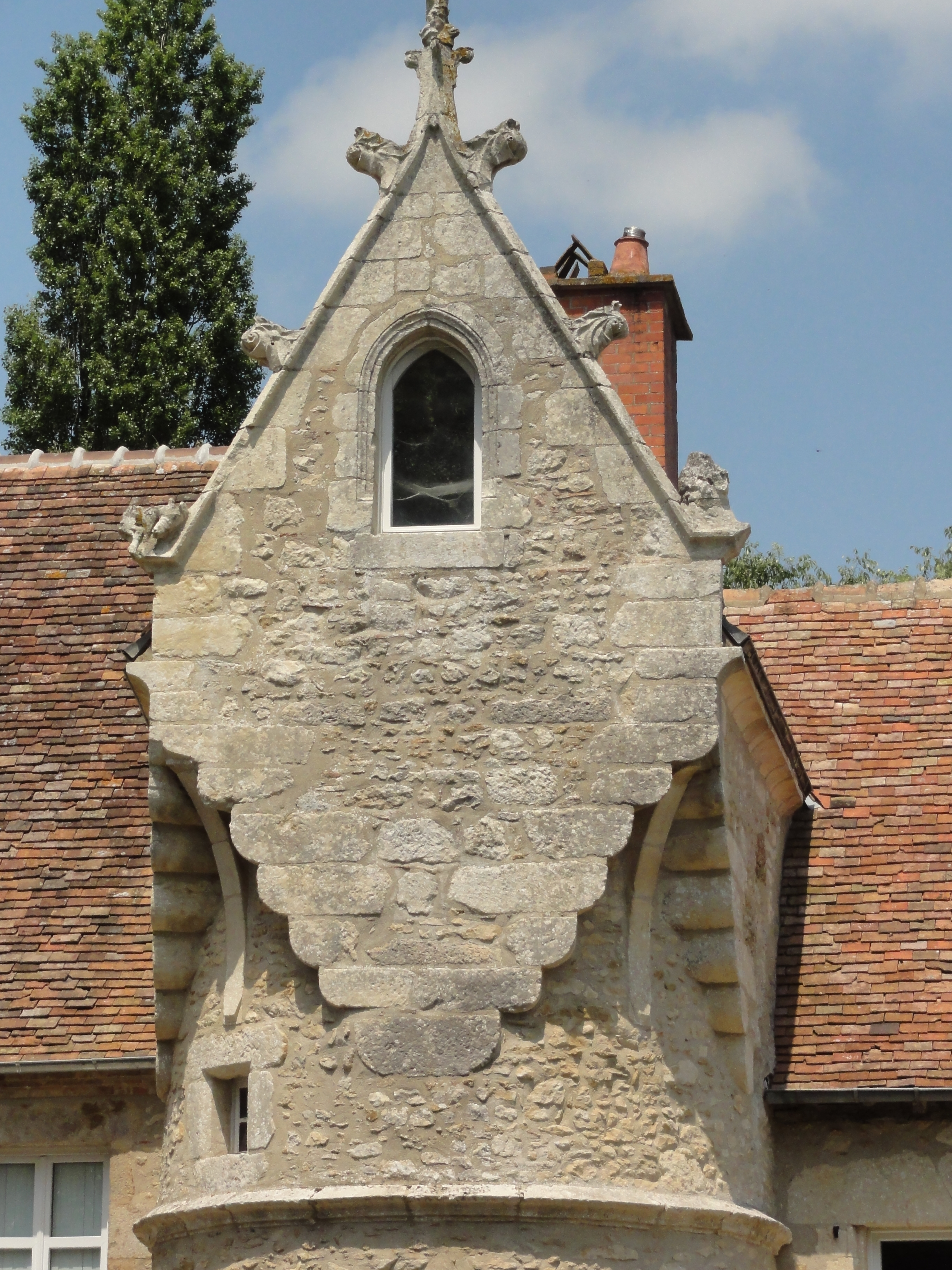
Abbaino gotico
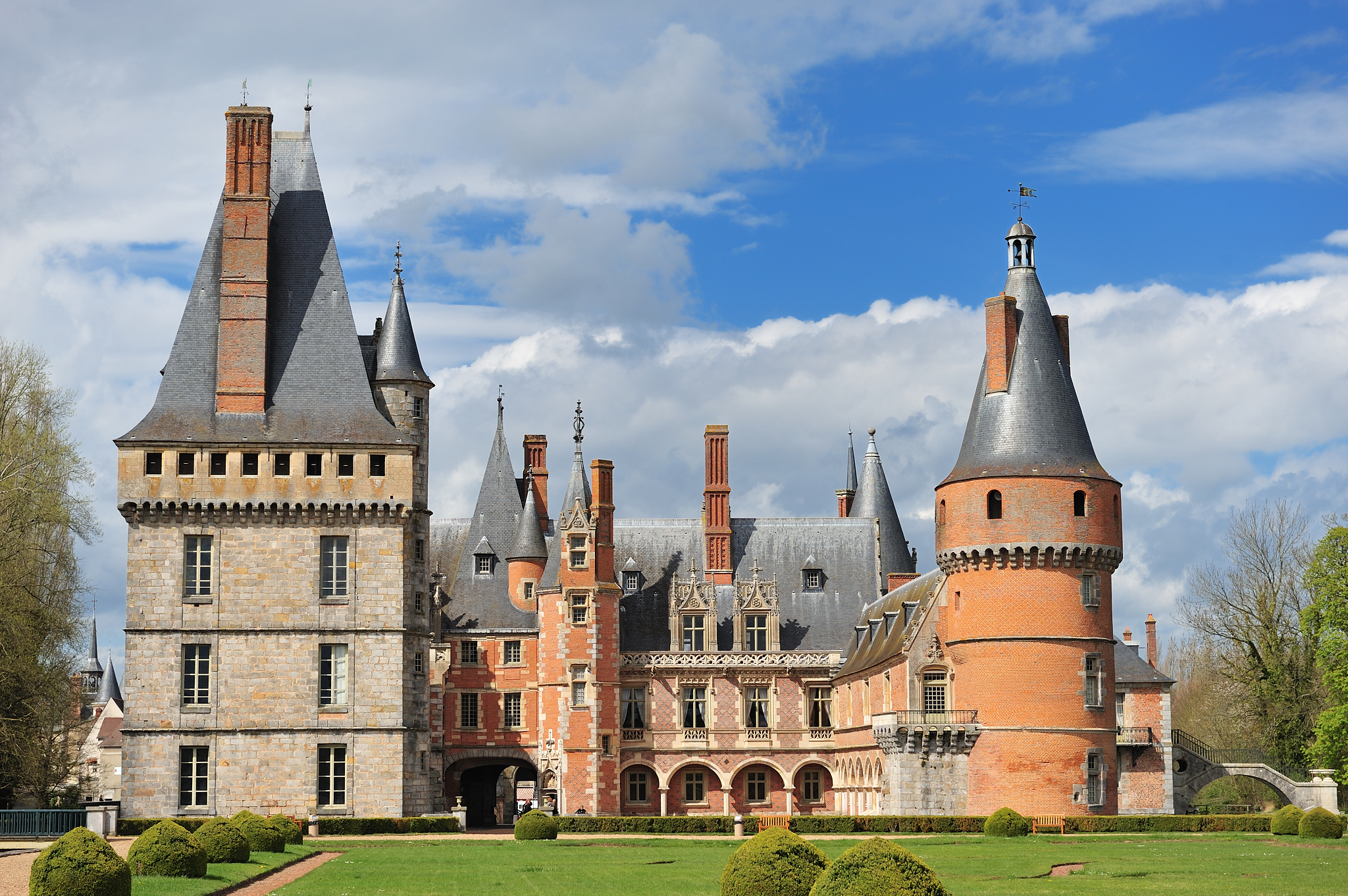
Il Castello di Mantenon  (XV-XVI secolo), si notino gli abbaini sui tetti d'ardesia
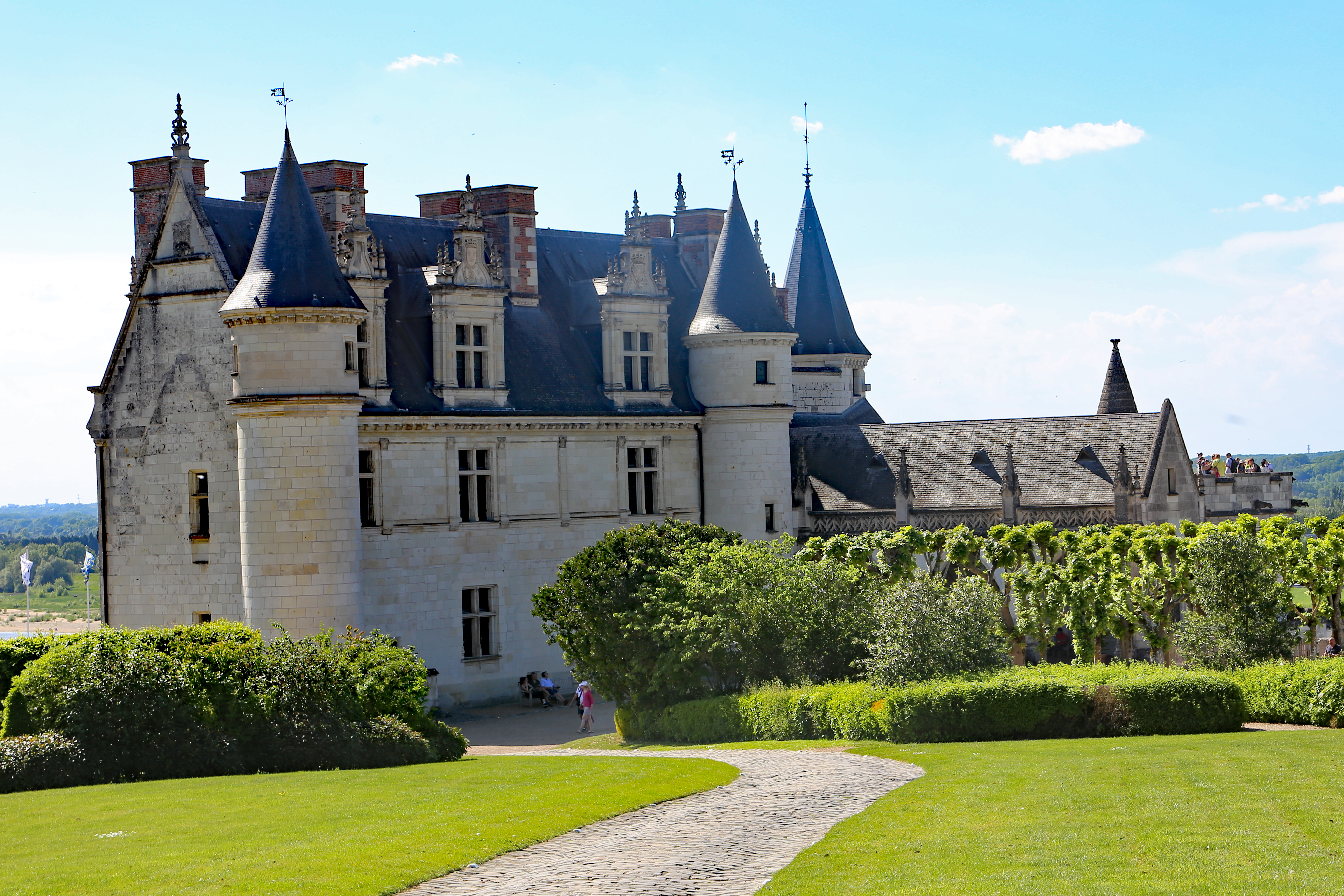
Abbaini sul castello di Amboise

## Periodo tardo-rinascimentale e barocco (classicismo pre-mansardiano) metà XVI-XVII secolo
Gli abbaini godettero di una discreta fortuna anche nel periodo tardo-gotico e rinascimentale (XV-inizi XVI), poi nell'architettura Europa ma soprattutto Italiana subirono una brusca regressione dovuta principalmente al trionfo dell'architettura tardo-rinascimentale e manierista e dal classicismo barocco e dal trionfo del pregiudizio sull'architettura e l'arte del periodo gotico dovuto principalmente alle tesi (totalmente infondate) di Giorgio Vasari che a partire dalla seconda metà del XVI secolo condizionò sia l'arte che l'architettura.

Un altro motivo avallato da alcuni studiosi che si aggiungerebbe agli altri, ma per ora non provato da fonti certe, sarebbe l'inizio della dominazione spagnola in Italia che vedeva negli abbaini un francesismo, cioè un elemento architettonico tipico del nemico appena sconfitto.

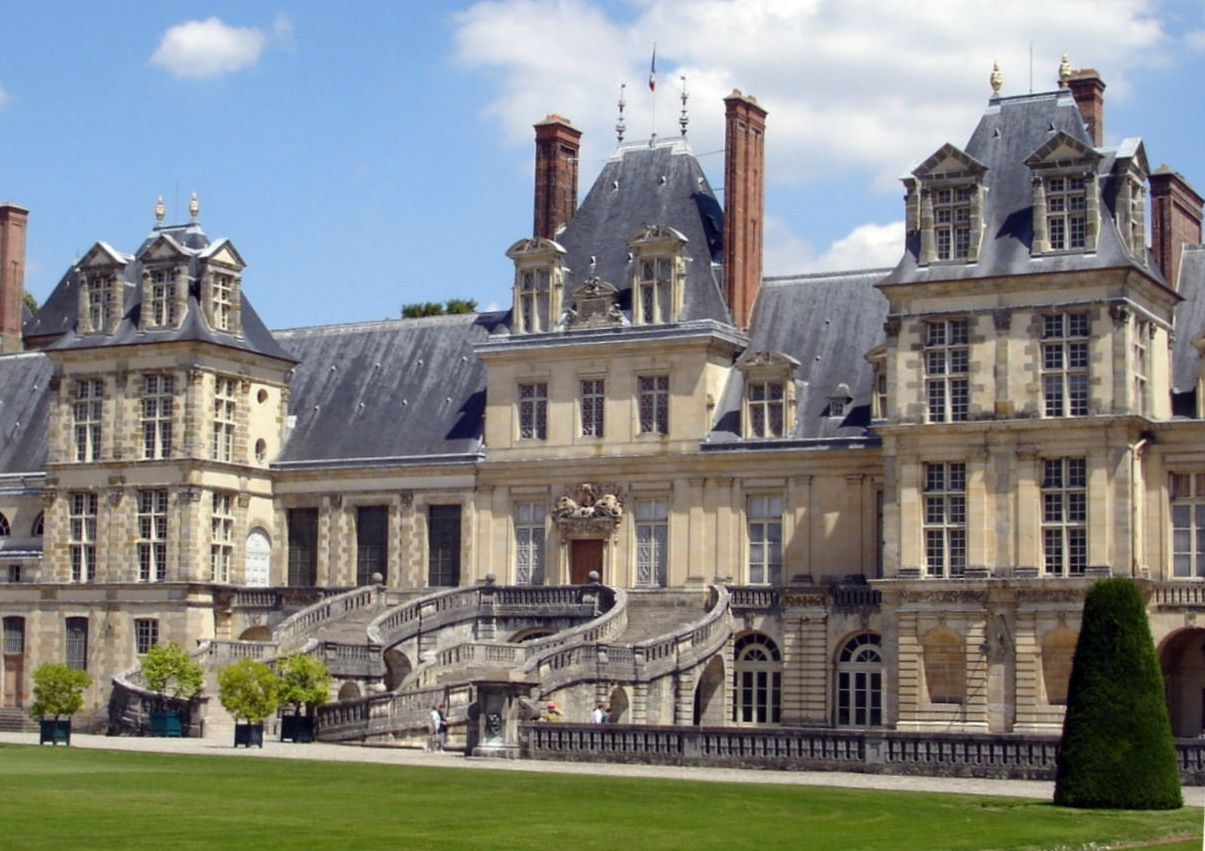
Castello di Fontainebleau  Con Mansarde tardo-rinascimentali

## Metà XVII secolo- XIX secolo
Nella seconda metà del XVII secolo nella Francia di Luigi XIV F. Mansart e suo nipote, J. H.-Mansart, lo svilupparono sotto nuove forme tardo-barocche secondo il tipo detto appunto mansarda, la mansarda, risultò talmente comoda oltre che estetica che iniziò a diffondersi in Europa e con essa tornò l'abbaino. A partire dal XVIII secolo, in Italia l'abbaino oggi è tipico del centro storico di Torino, del territorio ligure e Piemontese, e del sud Italia, specialmente nel Casertano, nei palazzi signorili della Napoli del XVIII-XIX secolo, della Sicilia, Puglia e Calabria. Negli ultimi anni si sta assistendo, soprattutto nei territori appenninici italiani al fenomeno della mansardizzazione, numerosi sottotetti vengono restrutturati e diventano abitabili, senza alterarne la forma. 

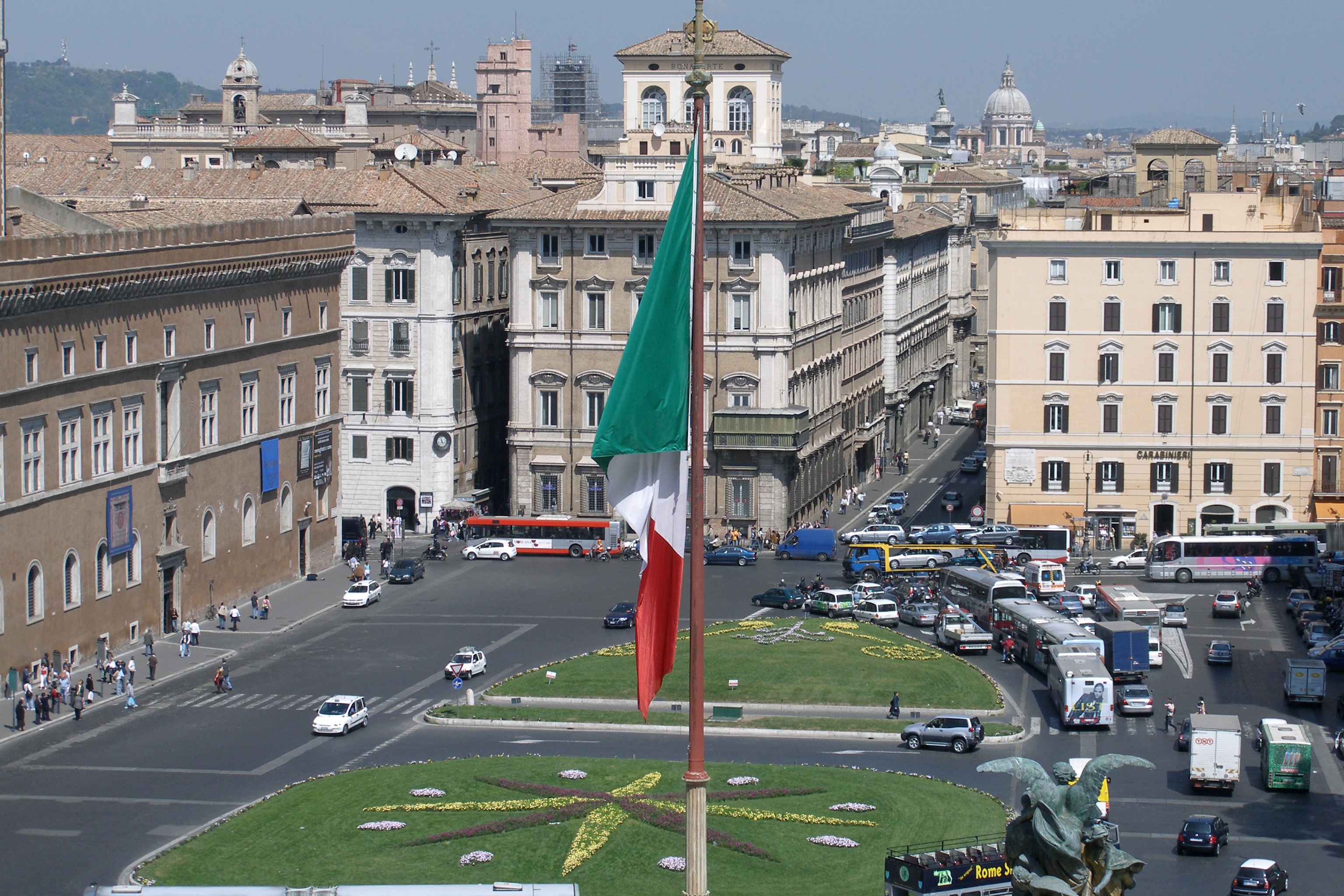
Mansarde con abbaini a Roma
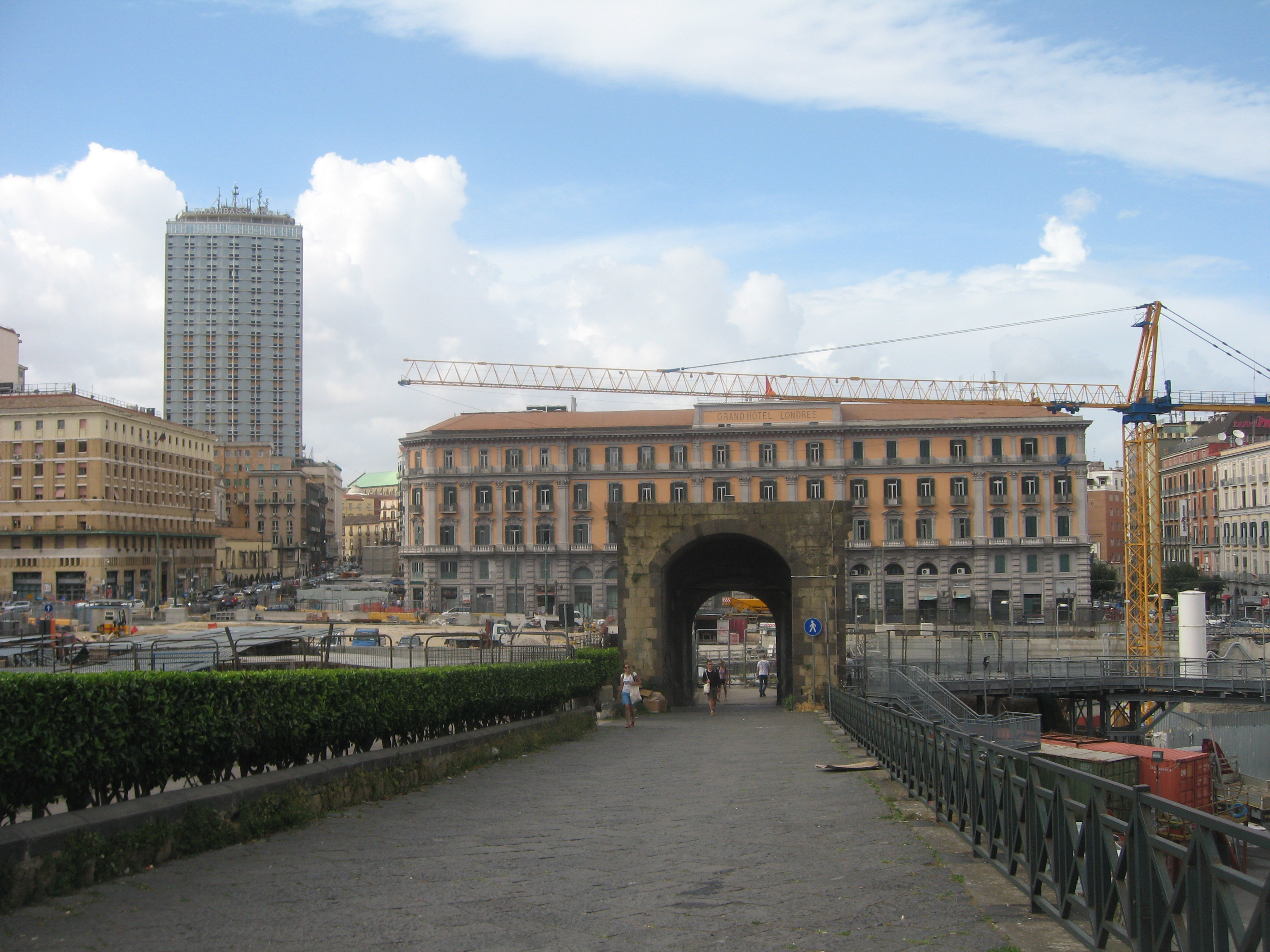
Piazza Municipio a Napoli, Si notino gli abbaini sul tetto del Municipio
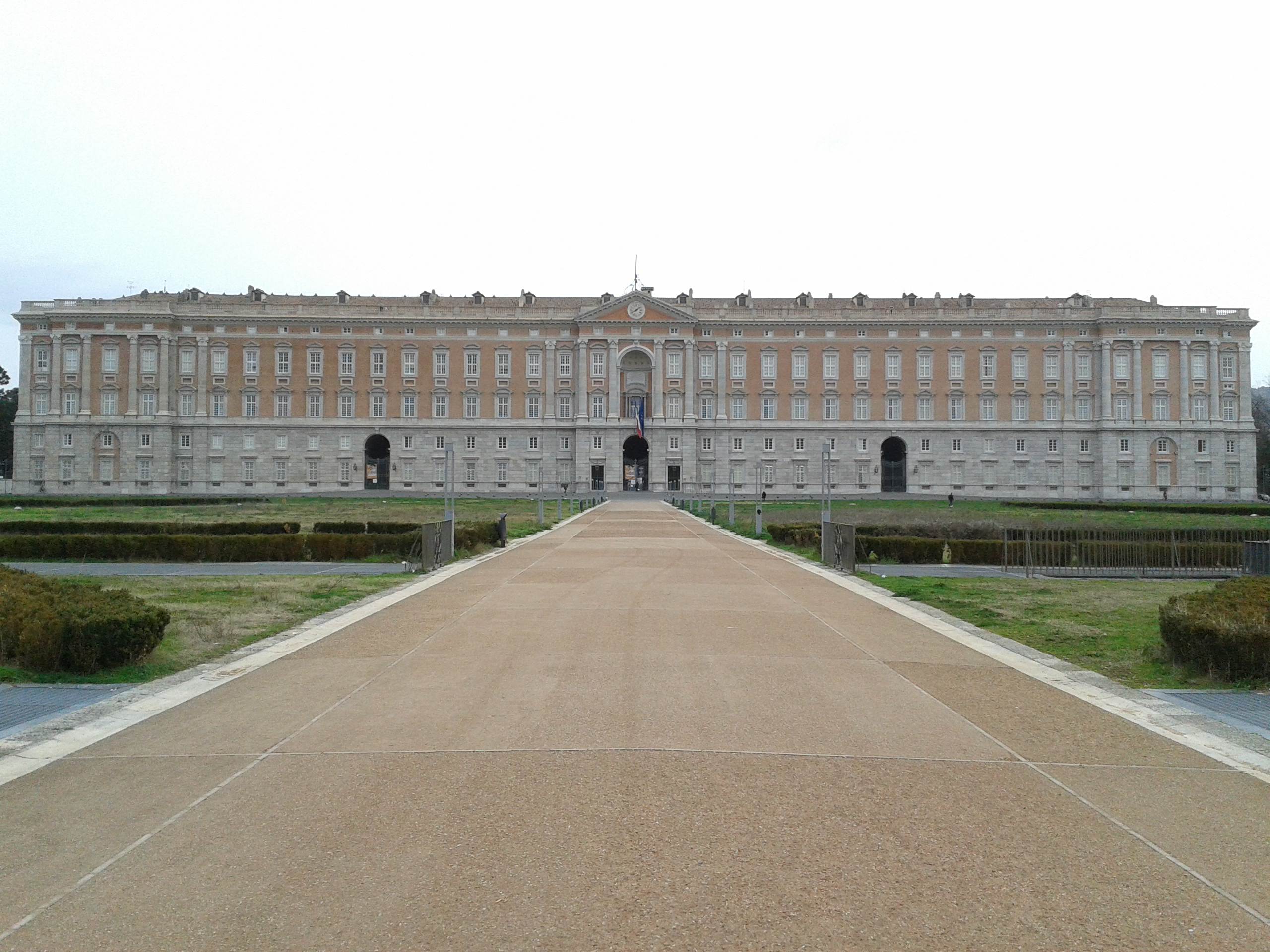
Reggia di Caserta